# Sornéville
Sornéville is een gemeente in het Franse departement Meurthe-et-Moselle in de regio Grand Est. De plaats maakt deel uit van het arrondissement Nancy. Sornéville telde op 1 januari 2022 327 inwoners.

## Geschiedenis
De gemeente maakte deel uit van het kanton Seichamps tot het op 22 maart 2015 werd opgeheven en de gemeenten werden opgenomen in het op die dag gevormde kanton Le Grand Couronné.

## Geografie
De oppervlakte van Sornéville bedraagt 9,22 vierkante kilometer; Op 1 januari 2022 was de bevolkingsdichtheid 35,5 inwoners per km².
De onderstaande kaart toont de ligging van Sornéville met de belangrijkste infrastructuur en aangrenzende gemeenten.

## Demografie
Onderstaande figuur toont het verloop van het inwonertal.
Agincourt · Amance · Art-sur-Meurthe · Bouxières-aux-Chênes · Buissoncourt · Cerville · Champenoux · Dommartin-sous-Amance · Erbéviller-sur-Amezule · Eulmont · Gellenoncourt · Haraucourt · Laître-sous-Amance · Laneuvelotte · Laneuveville-devant-Nancy · Lenoncourt · Mazerulles · Moncel-sur-Seille · Pulnoy · Réméréville · Saulxures-lès-Nancy · Seichamps · Sornéville · Velaine-sous-Amance